# Hestiochora
Hestiochora is een geslacht van vlinders van de familie bloeddrupjes (Zygaenidae), uit de onderfamilie Procridinae.

## Soorten
- H. erythrota Meyrick, 1866
- H. rufiventris (Walker, 1854)
- H. tricolor (Walker, 1854)
- H. xanthocoma Meyrick, 1866